# Arcángel
Austin Santos, més conegut pel nom artístic Arcángel (castellà: Austin Agustín Santos Rosas)  (East Harlem, 23 de desembre de 1985) és un cantant nord-americà. Va néixer a la ciutat de Nova York, i finalment es va traslladar a Puerto Rico en 2002, interessat a convertir-se en un artista de reggaeton. Durant la seva estada a Puerto Rico, va formar part d'un duo en aquells dies molt popular, Arcángel & De la Ghetto. El duo amb el temps va arribar a fer cançons que es van fer populars entre els fanàtics del reggaeton als Estats Units i Puerto Rico, com a «Agresivo», «Sorpresa» i «Mi fanática» a mitjan dècada del 2000.

## Biografia
Arcángel va néixer el 23 de desembre de 1985 a Nova York, fill de la mare dominicana, Carmen Santos, i del pare dominicà. Aleshores, la seva mare formava part d'un grup de música dominica de merengues anomenat Las Chicas del Can, molt popular als anys vuitanta i noranta. Va créixer escoltant diferents gèneres musicals, i sobretot el rock, atret sobretot per Robi Draco Rosa, un músic porto-riqueny i antic membre del grup Menudo. Arcàngel confia no haver-li agradat sempre el reggaeton; diu que, tot i que no és el seu gènere musical preferit, és més senzill cantar. Als anys 2000, Arcángel es va interessar pels nous gèneres musicals, gràcies a artistes com Tego Calderón i Tempo, que el van inspirar en una carrera de raper a Puerto Rico.
Arcángel sobrenomenat La Maravilla, ja que l'àlbum d'aquest mateix nom. Però en té molts. Com Papi Arca, The Maravish (ara escurçat a Marash), El Monarca de los Mares Navidad, té el costum de signar la majoria de les seves cançons Arcangel pa, que prové de la seva promatra onomatopeia. Des de la seva cançó Feliz Navid II, a vegades crida amb una veu aguda Woooh. També freqüentment yop (derivat vulgar yep, de l'anglès sí).

## Discografia

### Àlbums en solitari
- La Maravilla (2008)
- El Fenómeno (2008)
- Sentimiento, Elegancia & Maldad (2013)
- Los Favoritos (2015)
- Ares (2018)
- Historias de un capricornio (2019)
- Los Favoritos 2 (2020)
- Los Favoritos 2.5 (2021)
- Sr. Santos (2022)
- Sentimiento, Elegancia y Más Maldad (2023)

### Àlbums en col·laboració
- Golpe De Estado (2010)
- Armados Y Peligrosos (2011)
- El Imperio Nazza (2012)
- El Imperio Nazza: Gold Edition (2012)
- La Formula (2012)
- Imperio Nazza: Top Secret (2014)
- 14F (2015)

### Discs iTunes
- Arcangel (2004)
- La Maravilla Finest Hits (2009)
- Special edition vol.1 (2009)
- La Maravilla, Vol.2 (2010)

### Mixtape
- K-Libre (2006)
- The New King (2007)
- K-Libre: Special Edition (2007)
- Captain America (2008)
- Los Metalicos Old 18+ (2009)
- The Hit Maker (2009)
- The Problem Child (2010)
- Optimus A.R.C.A. (2010)
- Juntos Por Necesidad Del Genero (Amb. De La Ghetto) (2012)
- Imperio Nazza: Arcángel Edition (2013)
- El Fenómeno Special Edition (2015)

### Mixtapes amb De La Ghetto
- La Factoría del Flow (2006)
- La Factoría del Flow, Vol.2 (2006)
- La Factoría del Flow, Vol.3 (2007)
- Las Nuevas Amenazas (2007)